# Skedala
Skedala är en tätort i  Halmstads kommun i Hallands län, 8 km öster om staden Halmstad.
Skedala är även en herrgård.

## Historia
Området har varit befolkat lång tid. På andra sidan Fylleån ligger Tolarps gånggrift, en 5000 år gammal stenkammargrav. I Snöstorp finns både skeppssättning och gravhögar.

### Godset
Skedala var förr ett mycket stort gods. På 1500-talet uppfördes en mycket stor stenbyggnad – Skedala hus – i tre våningar med tjocka murar. Skedala gård plundrades och brändes av de svenska trupperna under det nordiska sjuårskriget under andra halvan av 1500-talet. Av denna byggnad kvarstod rester in på 1800-talet. Förste kände ägaren av Skedala var riddaren Abraham Brodersson, som skänkte Skedala i hemgift till sin naturliga dotter Märeta vid hennes gifte med Peder Niklasson av Forstenaätten. 
Det tillhörde sedan genom arv eller köp medlemmar av bland annat ätterna Bonde, Gyllenstierna, Tre Rosor, Krabbe af Östergård, Skräm, Silfverstierna (köpte som förste svenske adelsman godset 1652 efter att Halland blivit svenskt 1645), Gyldencrantz, Wrangel (1712–1811) och Thott. Greve Otto Thott till Skabersjö slott rev den gamla gråstensbyggnaden 1812 och uppförde den nuvarande av trä. Efter hans död 1826 gick det raskt genom flera händer. 
Skedala köptes 1850, då endast omkring 3 mantal, av den 27-årige blivande riksdagsmannen Ivar Lyttkens och delades 1876 i två gårdar, Skedala och Nydala. Lyttkens lyfte på många sätt upp gården ur ett förfall. Ett brännvinsbränneri anlades och en stor del av ängs- och hagmarken uppodlades. Den totala åkerarealen ökades från 250 tunnland till 1150, av totalt 3 000 tunnland mark. Därutöver återplanterades skog i stor utsträckning. Vid Lyttkens död 1899 såldes de var för sig och styckades sedan ytterligare.

### Orten

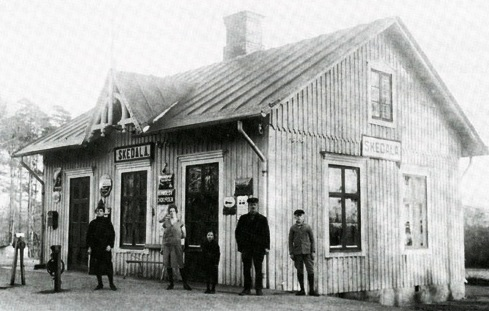
Skedala station

När Halmstad-Bolmens Järnväg byggdes blev Skedala en av dess stationer. Redan under sommaren 1889 öppnades bandelen Halmstad–Skedala för allmän trafik och i hela dess längd hösten samma år. Den smalspåriga järnvägen lades ner 1966. Stationshuset i Skedala var det första huset som byggdes i det som kom att bli Skedala tätort. Här förlades även poststationen. Huset finns kvar men har flyttats till andra sidan landsvägen. 
År 1916 startades den första affären i Skedala, en lanthandel. I samma hus installerades omkring 1920 en manuell telefonstation. Affären upphörde 1983. Mellan åren 1909 och 1935 fanns här ett mejeri, Skedala Ysteriförening. Det var ett ostmejeri som blev känt för sin Stiltonost med röd maggördel. 
Norr om orten i Teglabäcken vid Blomkvarn har det funnits både kvarn och sågverk. År 1943 byggde man om driften från vattenhjul till en turbin med generator. I denna bäck fanns under några år även ett mindre kraftverk för elförsörjning till kringliggande fastigheter. På södra sidan om Fylleån i Landalabäcken byggdes 1918 en kraftstation. Här fanns både såg- och kvarnrörelse men i slutet av 1940-talet endast kraftstation. 
År 1930 invigdes Skedala bygdegård som används av föreningar och privata fester. Det har funnits Frysfacks- och Belysningsförening på orten liksom dansbana. Vägen från Skedala mot Årnarp med Landalabron byggdes 1921-22 som nödhjälpsarbete.
Skedala har efter hand utvecklats till ett villasamhälle utan någon större arbetsplats men med närhet till Halmstad. Förskola finns på det närbelägna Brogårdsområdet och grundskola finns i Snöstorp och på Vallås. Närheten till väg 25 medför goda kommunikationer i öst-västlig riktning. På den nerlagda järnvägens banvall passerar nu cykelspåret, Banvallsleden. Söder om samhället i Fylleåns dalgång ligger Årnarps och Brogårds naturreservat.

### Befolkningsutveckling
| Befolkningsutvecklingen i Skedala 1975–2020                       | Befolkningsutvecklingen i Skedala 1975–2020 | Befolkningsutvecklingen i Skedala 1975–2020 | Befolkningsutvecklingen i Skedala 1975–2020 | Befolkningsutvecklingen i Skedala 1975–2020 |
| ----------------------------------------------------------------- | ------------------------------------------- | ------------------------------------------- | ------------------------------------------- | ------------------------------------------- |
|                                                                   |                                             |                                             |                                             |                                             |
| År                                                                |                                             |                                             | Folkmängd                                   | Areal (ha)                                  |
| 1960                                                              | 1960                                        |                                             | 183                                         | ¤                                           |
| 1975                                                              | 1975                                        |                                             | 234                                         |                                             |
| 1980                                                              | 1980                                        |                                             | 258                                         |                                             |
| 1990                                                              | 1990                                        |                                             | 380                                         | 42                                          |
| 1995                                                              | 1995                                        |                                             | 392                                         | 42                                          |
| 2000                                                              | 2000                                        |                                             | 364                                         | 42                                          |
| 2005                                                              | 2005                                        |                                             | 355                                         | 42                                          |
| 2010                                                              | 2010                                        |                                             | 351                                         | 42                                          |
| 2015                                                              | 2015                                        |                                             | 359                                         | 45                                          |
| 2020                                                              | 2020                                        |                                             | 436                                         | 64                                          |
| Anm.: Ny tätort 1975 ¤ Som tätortsbebyggelse med 150-199 invånare |                                             |                                             |                                             |                                             |